# Cancelli (plaats)
Cancelli is een plaats (frazione) in de Italiaanse gemeente Foligno.